# Орден Тиграна Великого
Орден Тиграна Великого (вірм. «Տիգրան Մեծ» շքանշան) — державна нагорода Республіки Вірменії. Заснований 20 травня 2002 року. Носить ім'я Тиграна II — царя Великої Вірменії в 95 — 55 до н. е. з династії Арташесідів, який здійснив найзначніші завоювання Великої Вірменії.

## Підстави нагородження
Нагородження орденом Тиграна Великого проводиться за виняткові заслуги перед Республікою Вірменією.

## Нагороджувані
Орденом Тиграна Великого нагороджуються державні діячі, військовослужбовці вищого командного складу Збройних Сил та інших військ Республіки Вірменії.

## Процедура нагородження
Клопотання про нагородження орденом Тиграна Великого ініціюється Урядом Республіки Вірменії, державними уповноваженими органами в галузях оборони, внутрішніх справ і національної безпеки.
Орденами Тиграна Великого нагороджує Президент Вірменії, видаючи про це укази.
Орденами Тиграна Великого нагороджуються громадяни Республіки Вірменії, іноземні громадяни та особи без громадянства.
Президент, Віце-президент Вірменії, депутати Верховної Ради та місцевих Рад Республіки Вірменії не можуть нагороджуватися державними нагородами Республіки Вірменія, в тому числі й Орденом Тиграна Великого.
Повторне нагородження Орденом Тиграна Великого не проводиться.
Нагородження Орденом Тиграна Великого може проводитися також посмертно. В цьому випадку орден разом з посвідченням вручається сім'ї нагородженого.

## Черговість
Орден Тиграна Великого носиться на правій стороні грудей, а при наявності орденів — перед ними.